# 伊号第百六十六潜水艦
| 画像をアップロード | |
| 艦歴               | |
| 計画               | 昭和2年度艦艇補充計画                                                                                 |
| 起工               | 1929年11月8日                                                                                         |
| 進水               | 1931年6月2日                                                                                          |
| 就役               | 1932年11月10日                                                                                        |
| その後             | 1944年7月17日戦没                                                                                     |
| 除籍               | 1944年9月10日                                                                                         |
| 性能諸元           | |
| 排水量             | 基準：1,575トン 常備：1,705トン 水中：2,330トン                                                       |
| 全長               | 97.70m                                                                                                |
| 全幅               | 8.20m                                                                                                 |
| 吃水               | 4.70m                                                                                                 |
| 機関               | ズ式3号ディーゼル2基2軸 水上：6,000馬力 水中：1,800馬力                                               |
| 速力               | 水上：20.5kt 水中：8.2kt                                                                              |
| 航続距離           | 水上：10ktで10,000海里 水中：3ktで60海里                                                              |
| 燃料               | 重油：230t                                                                                            |
| 乗員               | 62名                                                                                                  |
| 兵装               | 50口径八八式10cm単装高角砲1門 毘式12mm機銃1挺 53cm魚雷発射管 艦首4門、艦尾2門 魚雷14本 MV式水中聴音機 |
| 備考               | 安全潜航深度：75m                                                                                     |

伊号第百六十六潜水艦（いごうだいひゃくろくじゅうろくせんすいかん）は、日本海軍の潜水艦。伊百六十五型潜水艦（海大V型）の2番艦。竣工時の艦名は伊号第六十六潜水艦。

## 艦歴
- 1929年（昭和4年）11月8日 - 佐世保海軍工廠で起工。
- 1931年（昭和6年）6月2日 - 進水
- 1932年（昭和7年）11月10日 - 竣工。佐世保鎮守府籍となり、伊67と共に第30潜水隊を編成[3][4][1]。
- 1937年（昭和12年）12月1日 - 予備艦となる[4]。
- 1938年（昭和13年）6月1日 - 艦型名を伊六十五型に改正[5]。
- 1940年（昭和15年）10月11日、横浜港沖で行われた紀元二千六百年特別観艦式に参加[6]。
- 1941年（昭和16年）12月5日 - 第5潜水戦隊第30潜水隊に属し、三亜を出航。マレー作戦に参戦[3]。
  - 12月16日 - 北ボルネオ方面の偵察に従事[3][7]。
  - 12月25日 - 北緯02度26分 東経109度49分 / 北緯2.433度 東経109.817度のクチン北西60浬地点付近で、蘭潜水艦K XVIを撃沈[7]。
  - 12月27日 - カムラン湾に到着[3]。
- 1942年（昭和17年）1月5日 - カムラン湾を出航し、ベンガル湾方面で活動[3][7]。
  - 1月11日0415 - 南緯08度54分 東経115度28分 / 南緯8.900度 東経115.467度のロンボク海峡南方で生ゴムを船倉内に、爆発物を甲板に積んで輸送中の米貨物船リバティ（Liberty、6,211トン）を雷撃。大破したリバティはバリ島シガラジャへ向け曳航されるが、バリ島北東部の海岸に座礁。14日になって転覆沈没した[7]。
  - 1月21日1516 - 北緯15度28分 東経94度36分 / 北緯15.467度 東経94.600度のアンダマン海で、2,500トンの石炭を積んでカルカッタからラングーンへ航行中のパナマ貨物船ノード（Noad、3,193トン）を雷撃により撃沈[7]。
  - 1月22日0525 - バセイン南西沖合のベンガル湾で、空船でマドラスからラングーンへ単独航行中の英貨客船チャク・サン（Chak Sang、2,358トン）を砲雷撃により撃沈[7]。
  - 1月29日 - ペナン着[3]。
  - 2月9日 - ペナンを出航し、セイロン島方面で活動[3]。
  - 2月14日0817 - 北緯08度35分 東経81度44分 / 北緯8.583度 東経81.733度のトリンコマリー東方沖合で、米を積んでラングーンからコロンボへ航行中の英貨物船カムニン（Kamuning、2,076トン）を砲雷撃により撃破。カムニンはトリンコマリーへ曳航中、北緯08度35分 東経81度26分 / 北緯8.583度 東経81.433度の地点で沈没した。
  - 3月15日 - ペナン出航[3]。
  - 3月28日 - 佐世保入港[3]。
  - 5月15日 - 呉出航[3]。
  - 5月20日 - 伊号第百六十六潜水艦に改名。
  - 5月26日 - ミッドウェー海戦に参加[3]。
  - 6月26日 - 佐世保入港。修理を実施[3]。
  - 7月10日 - 第30潜水隊は南西方面艦隊に編入[3]。
  - 7月22日 - 佐世保出航[3]。
  - 8月11日 - ペナンを出航し、インド洋交通破壊戦に参加[3]。
  - 10月1日1310 - 北緯08度10分 東経77度41分 / 北緯8.167度 東経77.683度のカルカッタ近海でパナマ貨物船カミラ（Camila、1,201トン）を砲撃して撃破。カミラはその後座礁し、全損となった[7]。
  - 11月23日 - 北緯08度26分 東経76度42分 / 北緯8.433度 東経76.700度のコモリン岬南方沖合でカルカッタからスエズへ航行中の英貨物船クランフィールド（Cranfield、5,332トン）を雷撃により撃沈[7]。
- 1943年（昭和18年）1月19日 - 佐世保入港。入渠整備を実施[3]。
  - 8月10日 - 佐世保を出航[3]。
  - 9月25日 - ペナンに進出。インド洋方面で活動[3]。
- 1944年（昭和19年）3月25日 - 第30潜水隊は第8潜水戦隊に編入[3]。
  - 7月16日 - ペナンを出航し、シンガポールへ向かう[3][1][2]。
  - 7月17日 - マラッカ海峡で浮上して航行中、英潜水艦テレマカス（HMS Telemachus）の攻撃により戦没した。諏訪艦長以下10名が救助され、88名が戦死した[3][4][7][8][1][2]。

撃沈総数7隻、撃沈トン数21,236トン。

## 歴代艦長
※『艦長たちの軍艦史』431-432頁による。階級は就任時のもの。

### 艤装員長
- 鶴岡信道 少佐：1931年12月1日 - 1932年5月1日

### 艦長
- 鶴岡信道 少佐：1932年5月1日 - 1933年11月15日
- 阿部信夫 少佐：1933年11月15日 - 1934年6月1日
- 松村翠 少佐：1934年6月1日 - 1934年11月1日
- 松尾義保 少佐：1934年11月1日[9] - 1936年12月1日[10]
- 七字恒雄 少佐：1936年12月1日 - 1937年12月1日[11]
- （兼）横田稔 少佐：1937年12月1日[11] - 1938年7月4日[12]
- （兼）河野昌道 大尉：1938年7月4日[12] - 1938年7月30日[13]
- 戸上一郎 少佐：1938年7月30日[13] - 1939年3月20日[14]
- 河野昌道 少佐：1939年3月20日[14] - 1939年3月28日[15]
- 黒川英幸 少佐：1939年3月28日[15] - 1939年6月1日[16]
- （兼）河野昌道 少佐：1939年6月1日[16] - 1939年7月5日[17]
- （兼）田岡清 大尉：1939年7月5日[17] - 1939年7月27日[18]
- （兼）戸上一郎 少佐：1939年7月27日[18] - 1939年9月1日[19]
- 矢島安雄 少佐：1939年9月1日 - 1941年11月20日[20]
- 吉留善之助 少佐：1941年11月20日 -
- 田中万喜夫 少佐：1942年5月5日 -
- 中山伝七 少佐：1943年3月16日 -
- 諏訪幸一郎 大尉：1944年5月15日 -